# Jana Eyrová (film, 1944)
Jana Eyrová (org. Jane Eyre) je romantický americký film režiséra Roberta Stevensona z roku 1944. Tento film byl natočen podle stejnojmenné předlohy anglické spisovatelky Charlotte Brontëové.